# The Albums 2000–2010
The Albums 2000–2010 é uma box set da cantora australiana Kylie Minogue. O seu lançamento ocorreu em 12 de junho de 2011, através da editora discográfica Parlophone. O box set de cinco discos foi lançado na Europa e Australásia, e incluiu todos os álbuns de estúdio lançados pela artista durante o período de 2000 a 2010; estes referidos são Light Years (2000), Fever (2001), Body Language (2003), X (2007) e Aphrodite (2010). A capa da caixa, onde são incluídos os álbuns, consistia em fragmentos das capas originais dos CDs colocadas na silhueta de Minogue na capa para Fever. The Albums 2000–2010 marcou a primeira box set lançada pela cantora até emitir, em outubro de 2012, um formato semelhante a este, intitulado K25: Time Capsule.
Após seu lançamento, a caixa teve recepção positiva pela maioria dos revisores, que elogiaram a embalagem geral do conjunto da caixa e seus lançamentos através da Parlophone; alguns dos críticos ficaram impressionados com a exclusão de seu trabalho antigo lançado durante seu período nas gravadoras PWL e Deconstruction. A box set teve um desempenho na UK Albums Chart, onde entrou na 37ª posição, e na Scottish Albums Chart, onde entrou na 40ª posição.

## Antecedentes e lançamento
Em maio de 2011, foi anunciado pela primeira vez no website oficial de Minogue que a EMI iria lançar um box set com cinco CDs; a caixa incluiu todos os álbuns de estúdio os quais Minogue lançou no período de 2000 até 2010, sendo eles as versões originais de Light Years (2000), Fever (2001), Body Language (2003), X (2007) e Aphrodite (2010), com cada disco colocado em uma caixa de papelão. As caixas de papelão contêm a capa original dos álbuns e uma imagem de cada foto do álbum imprimida dentro da caixa de papelão, sem o álbum ou o logotipo do Minogue imprimidos. Cada conjunto de caixa apresenta um cartaz de medida 15" x 10", a qual apresenta as capas dos álbuns originais e créditos. Dentro da caixa, cada um dos álbuns representam uma significativa cor, a qual é exibida na frente: Light Years contém uma cor azul-branca, e enquanto Fever tem cor branca, Body Langauge é preto. Os dois últimos álbuns, sendo esses X e Aphrodite, contém as cores vermelha e azul celeste, respectivamente.
O box set contém faixas dos primeiros lançamentos originais de cada CD, com a faixa escondida de Light Years, "Password", sendo incluída na caixa. Entreranto, todos os singles lançados de cada disco possuem a edição especial como canção de trabalho, não a lançada no álbum. A única canção que ficou ausente da alteração foram as faixas bilíngues especiais para o single de Minogue, "Your Disco Needs You", a qual apareceram como faixa bônus para Light Years em regiões diferentes. Este foi seu primeiro box set que foi lançado em sua carreira; em outubro de 2012, para comemorar seus vinte e cinco anos de carreira na música, ela lançou uma segunda coletânea de mesmo formato, com todos os seus singles presentes, intitulado K25: Time Capsule.

## Faixas
Light Years (Disco 1)
| N.º | Título                        | Compositor(es)                                             | Produtores            | Duração |  |
| 1.  | "Spinning Around"             | Paula Abdul, Ira Shickman, Osborne Bingham, Kara DioGuardi | Mike Spencer          | 3:27    |  |
| 2.  | "On a Night Like This"        | Steve Torch, Mark Taylor, Brian Rawling, Graham Stack      | Taylor, Stack         | 3:33    |  |
| 3.  | "So Now Goodbye"              | Kylie Minogue, Steve Anderson                              | Johnny Douglas        | 3:37    |  |
| 4.  | "Disco Down"                  | Douglas                                                    | Douglas               | 3:57    |  |
| 5.  | "Loveboat"                    | Minogue, Guy Chambers, Robbie Williams                     | Chambers, Steve Power | 4:10    |  |
| 6.  | "Koocachoo"                   | Minogue, Douglas                                           | Douglas               | 4:00    |  |
| 7.  | "Your Disco Needs You"        | Minogue, Williams, Chambers                                | Chambers, Power       | 3:33    |  |
| 8.  | "Please Stay"                 | Minogue, Richard Stannard, Julian Gallagher, John Themis   | Stannard, Gallagher   | 4:08    |  |
| 9.  | "Bittersweet Goodbye"         | Minogue, Anderson                                          | Anderson              | 3:43    |  |
| 10. | "Butterfly"                   | Minogue, Anderson                                          | Mark Picchiotti       | 4:09    |  |
| 11. | "Under the Influence of Love" | Paul Politi, Barry Eugene White                            | Stannard, Gallagher   | 3:32    |  |
| 12. | "I'm So High"                 | Minogue, Chambers, Megan Smith                             | Chambers, Power       | 3:33    |  |
| 13. | "Kids" (com Robbie Williams)  | Williams, Chambers                                         | Chambers, Power       | 4:20    |  |
| 14. | "Light Years"                 | Minogue, Stannard, Gallagher                               | Stannard, Gallagher   | 4:47    |  |

Fever (Disco 2)
| N.º | Título                         | Compositor(es)                                             | Produtores          | Duração |  |
| 1.  | "More More More"               | TommyD, Liz Winstanley                                     | TommyD              | 4:40    |  |
| 2.  | "Love at First Sight"          | Minogue, Stannard, Gallagher, Ash Howes, Martin Harrington | Stannard, Gallagher | 3:57    |  |
| 3.  | "Can't Get You Out of My Head" | Cathy Dennis, Rob Davis                                    | Dennis, Davis       | 3:49    |  |
| 4.  | "Fever"                        | Greg Fitzgerald, Tom Nichols                               | Fitzgerald          | 3:30    |  |
| 5.  | "Give It to Me"                | Minogue, Picchiotti, Anderson                              | Picchiotti          | 2:48    |  |
| 6.  | "Fragile"                      | Davis                                                      | Davis               | 3:44    |  |
| 7.  | "Come Into My World"           | Dennis, Davis                                              | Dennis, Davis       | 4:06    |  |
| 8.  | "In Your Eyes"                 | Minogue, Stannard, Gallagher, Howes                        | Stannard, Gallagher | 3:18    |  |
| 9.  | "Dancefloor"                   | Anderson, Dennis                                           | Anderson            | 3:23    |  |
| 10. | "Love Affair"                  | Minogue, Stannard, Gallagher                               | Stannard, Gallagher | 3:47    |  |
| 11. | "Your Love"                    | Minogue, Pascal Gabriel, Paul Statham                      | Gabriel, Statham    | 3:47    |  |
| 12. | "Burning Up"                   | Fitzgerald, Nichols                                        | Fitzgerald, Nichols | 3:59    |  |

Body Language (Disco 3)
| N.º | Título                   | Compositor(es) | Produtores          | Duração |  |
| 1.  | "Slow"                   | Minogue, Dan Carey, Emilíana Torrini                                                                                     | Sunnyroads          | 3:15    |  |
| 2.  | "Still Standing"         | Ash Thomas, Alexis Strum                                                                                                 | Baby Ash            | 3:40    |  |
| 3.  | "Secret (Take You Home)" | Curtis T. Bedeau, Gerard Charles, Hugh Clarke, Reza Safinia, Lisa Greene, Paul George, Brian P. George, Lucien J. George | Rez                 | 3:16    |  |
| 4.  | "Promises"               | Kurtis el Khaleel, David Billing                                                                                         | Kurtis Mantronik    | 3:17    |  |
| 5.  | "Sweet Music"            | Minogue, Karen Poole, Thomas                                                                                             | Baby Ash            | 4:11    |  |
| 6.  | "Red Blooded Woman"      | Douglas, Poole | Douglas             | 4:21    |  |
| 7.  | "Chocolate"              | Douglas, Poole | Douglas             | 5:00    |  |
| 8.  | "Obsession"              | Khaleel, Billing, M. Grey                                                                                                | Mantronik           | 3:31    |  |
| 9.  | "I Feel for You"         | Liz Winstanley, J. Piccioni, S. Anselmetti                                                                               | Electric J          | 4:19    |  |
| 10. | "Someday"                | Minogue, Torrini, Thomas                                                                                                 | Baby Ash            | 4:18    |  |
| 11. | "Loving Days"            | Minogue, Stannard, Gallagher, Dave Morgan                                                                                | Stannard, Gallagher | 4:26    |  |
| 12. | "After Dark"             | Dennis, Chris Braide | Dennis, Braide      | 4:10    |  |

X (Disco 4)
| N.º | Título            | Compositor(es)                                                                                 | Produtores                 | Duração |  |
| 1.  | "2 Hearts"        | Jim Eliot, Mima Stilwell                                                                       | Kish Mauve                 | 2:51    |  |
| 2.  | "Like a Drug"     | Mich Hedin Hansen, Jonas Jeberg, Engelina Andrina, Adam Powers                                 | Cutfather, Jeberg          | 3:18    |  |
| 3.  | "In My Arms"      | Minogue, Calvin Harris, Stannard, Paul Harris, Julian Peake                                    | C. Harris, Stannard        | 3:32    |  |
| 4.  | "Speakerphone"    | Christian Karlsson, Pontus Winnberg, Henrik Jonback, Klas Åhlund                               | Bloodshy & Avant           | 3:54    |  |
| 5.  | "Sensitized"      | Chambers, Dennis, Serge Gainsbourg                                                             | Chambers, Dennis           | 3:57    |  |
| 6.  | "Heart Beat Rock" | Minogue, Poole, Harris, John Lipsey                                                            | C. Harris                  | 3:24    |  |
| 7.  | "The One"         | Minogue, Stannard, James Wiltshire, Russell Small, John Andersson, Johan Emmoth, Emma Holmgren | Stannard, Freemasons       | 4:05    |  |
| 8.  | "No More Rain"    | Minogue, Poole, Karlsson, Winnberg, Jonas Quant                                                | Greg Kurstin               | 4:02    |  |
| 9.  | "All I See"       | Jeberg, Hansen, Edwin Serrano, Raymond Calhoun                                                 | Cutfather, Jeberg          | 3:05    |  |
| 10. | "Stars"           | Minogue, Stannard, P. Harris, Peake                                                            | Stannard, P. Harris, Peake | 3:41    |  |
| 11. | "Wow"             | Minogue, Poole, Kurstin                                                                        | Kurstin                    | 3:10    |  |
| 12. | "Nu-di-ty"        | Poole, Karlsson, Winnberg                                                                      | Bloodshy & Avant           | 3:04    |  |
| 13. | "Cosmic"          | Minogue, Eg White                                                                              | White                      | 3:09    |  |

Aphrodite (Disco 5)
| N.º | Título                                 | Compositor(es)                                                                | Produtores                                          | Duração |  |
| 1.  | "All the Lovers"                       | Eliot, Stilwell                                                               | Kish Mauve, Stuart Price                            | 3:20    |  |
| 2.  | "Get Outta My Way"                     | Mich Hansen, Lucas Secon, Damon Sharpe, Peter Wallevik, Daniel Davidsen       | Cutfather, Wallevik, Davidsen, Sharpe, Secon, Price | 3:38    |  |
| 3.  | "Put Your Hands Up (If You Feel Love)" | Finlay Dow-Smith, Miriam Nervo, Olivia Nervo                                  | Starsmith, Price                                    | 3:37    |  |
| 4.  | "Closer"                               | Price, Beatrice Hatherley                                                     | Price                                               | 3:09    |  |
| 5.  | "Everything Is Beautiful"              | Tim Rice-Oxley, Fraser T Smith                                                | Smith                                               | 3:25    |  |
| 6.  | "Aphrodite"                            | Nerina Pallot, Andy Chatterley                                                | Pallot, Chatterley, Price                           | 3:45    |  |
| 7.  | "Illusion"                             | Minogue, Price                                                                | Price                                               | 3:21    |  |
| 8.  | "Better Than Today"                    | Pallot, Chatterley                                                            | Pallot, Chatterley, Price                           | 3:25    |  |
| 9.  | "Too Much"                             | Minogue, C. Harris, Jake Shears                                               | C. Harris                                           | 3:16    |  |
| 10. | "Cupid Boy"                            | Sebastian Ingrosso, Magnus Lidehäll, Nick Clow, Luciana Caporaso              | Price, Ingrosso, Lidehäll                           | 4:26    |  |
| 11. | "Looking for an Angel"                 | Minogue, Price                                                                | Price                                               | 3:49    |  |
| 12. | "Can't Beat the Feeling"               | Hannah Robinson, Pascal Gabriel, Borge Fjordheim, Matt Prime, Richard Philips | Price, Gabriel, Fjordheim                           | 4:09    |  |

## Desempenho nas tabelas musicais

### Posições
| Tabela musical (2011)             | Melhor posição |
| --------------------------------- | -------------- |
| Escócia (Official Charts Company) | 40             |
| Reino Unido (UK Albums Chart)     | 37             |